# Echinophoria mozambicana
Echinophoria mozambicana is een slakkensoort uit de familie van de Cassidae. De wetenschappelijke naam van de soort is voor het eerst geldig gepubliceerd in 2010 door Bozzetti, Rosado & T. Cossignani.